# André Langenfeld
André Langenfeld (* 1970 in Ost-Berlin) ist ein DJ, Radiomoderator und Journalist.

## Leben
André Langenfeld wurde 1970 in der DDR geboren.
Durch die Ausbildung bei einem Betrieb mit Außenstelle auf einem Rundfunkgelände landete er durch Zufall beim ehemaligen Jugendsender DT64. Als dieser eingestellt wurde, bekam er eine Stelle beim Nachfolgesender Fritz, wo er bis 2017 tätig war. Als Journalist hat er z. B. für den Tagesspiegel geschrieben. Als DJ legt er regelmäßig in Berliner Clubs auf, darunter der Fritz-Club am Ostbahnhof, Watergate in Kreuzberg, früher auch im Cookies in Mitte oder Icon im Prenzlauer Berg, und für die Bread & Butter. Er ist Mitglied in der Zulu Nation.

## Radio
- 1990–1992 „Die Yo! Show“, eine Hip-Hop Sendung bei DT64
- 1994–2007 „Saturday Nightflight“ bei Fritz
- 1999–2007 „Hip Hop Soundgarden“, dienstags bei Fritz
- 2008–2017 „Nightflight“, in der Nacht von Freitag zu Samstag zwischen 0 und 5 Uhr bei Fritz, seit 2015 0 bis 3 Uhr
- seit 2017: „Schöner Wohnen“ auf ByteFM

## Diskografie
- Rap History – 1980